# Myonia cuneiplaga
Myonia cuneiplaga är en fjärilsart som beskrevs av Louis Beethoven Prout 1918. Myonia cuneiplaga ingår i släktet Myonia och familjen tandspinnare. Inga underarter finns listade i Catalogue of Life.